# エイブ・レルズ

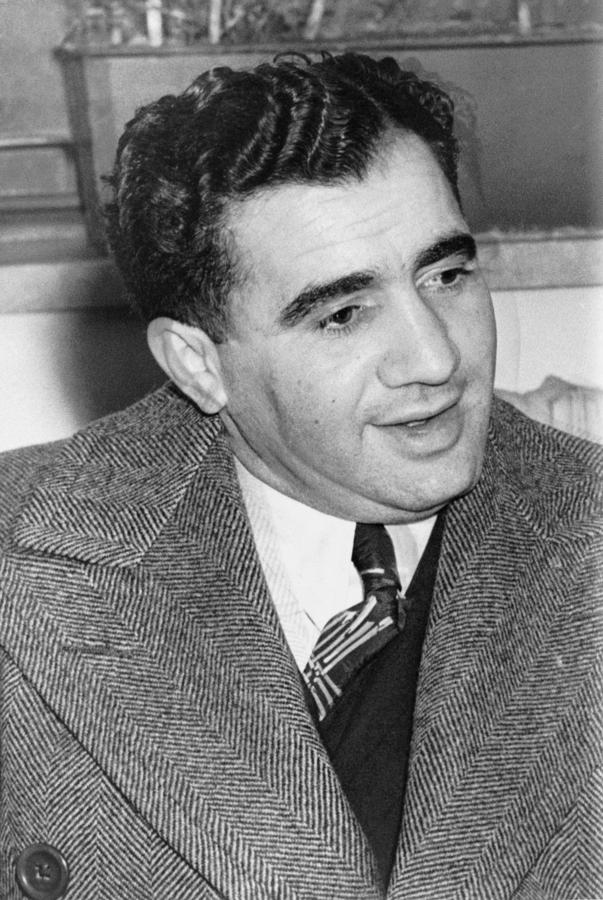
エイブ・レルズ

エイブ・"キッド・トゥイスト"・レルズ (Abe "Kid Twist" Reles、1906年5月10日 - 1941年11月12日) はニューヨークのギャングで、マーダー・インクの殺し屋として最も恐れられた人物である。本名エイブラハム・レルズ(Abraham Reles)。あだ名は、20世紀初頭に暗躍したユダヤ系ギャングのマックス・ツヴェルバッハのあだ名にちなむとも、彼の好きだったキャンデーの名にちなむともいう。

## 初期
ニューヨークのブルックリン・ブラウンズヴィルで、オーストリア出身のユダヤ人の両親の間に生まれた。家は貧しく、長じて強盗や恐喝などの犯罪に手を染めた。1920年代、ブラウンズヴィルで強請やスロットマシン、カード賭博を支配していたシャピロ兄弟（メイヤー、アーヴィング、ウィリー）の配下となったが、強欲な兄弟の厳しい取り立てにさらされた。シャピロの指示で行った微罪で2年服役したが、シャピロの法的支援はなく遺恨を残した。

## シャピロ兄弟との抗争

### スロットマシン
1930年出所すると、友人マーティン・"バグジー"・ゴールドスタイン、ジョージ・デフェオらとシャピロ兄弟のテリトリーで密かにスロットマシン業を始めた。デフェオのコネでマイヤー・ランスキーと縄張り協定を結び、ランスキーから調達したスロットマシンを地元ブラウンズヴィル一帯のバーやレストランに貸し出して儲けた。ランスキーは、未開拓なブラウンズヴィルへの進出の足掛かりにレルズらを利用した。当時裁判所の判例により警察は賭博の証拠がなければ直接スロットマシンの摘発ができず、スロットマシンの営業は至る所で行われたが、ブラウンズヴィルのスロットマシンはシャピロ兄弟が牛耳っていた。レルズの行為はシャピロの逆鱗に触れ、対立は先鋭化した。

### 報復合戦
1930年6月3日、サター・アヴェニューのカフェ前にいたメイヤー・シャピロらを車から銃撃したが、軽傷を負わせるにとどまり、暗殺は失敗した。1930年6月10日夜、グレンモア・アヴェニューで仲間と店から出て、路上に停めていた車に近づいた。リアタイヤがへこんでいるのに気づき、交換しようとオーバーコートを脱いだ時、20フィート後方の車にいたシャピロ派5人に一斉射撃を浴びた。20数発の銃弾が放たれ、背中に2発当たって倒れた。ゴールドスタインは鼻を負傷し、デフェオは頭を撃たれ即死した。言い伝えでは、シャピロの部下ジョーイ・シルバーズを抱き込み、その情報を元にシャピロのアジトまで来た時、不意打ちをくらったという。その上、恋人のローズがメイヤー・シャピロに誘拐・レイプされ、拳で殴られた。
怪我が治ったレルズは、シャピロ派が街中を大勢うろついていたため、同郷のハリー・ストラウスらを仲間に入れ自陣を増強した。更に隣町オーシャンヒルのギャング、ハリー・マイオーネとフランク・アッバンダンドを、兄弟の縄張りの半分を与えるという条件で仲間に引き込み、戦闘態勢を整えた。
1930年8月27日、シルバーズはドライブ中にカーブ付近で胸を撃たれ、搬送先の病院で死んだ。ヒットマンは「この前俺たちを罠に嵌めただろう、今度はお前の番だ」と言うなり発砲したという。後年内通者に転じたレルズがシルバーズ殺害を自供した。
その後、スロットマシンの営業場所で、敵を見つけると撃ちあう復讐合戦と化し、レルズは街でシャピロ兄弟を見つけると銃撃したが、大抵は逃げられた。9月3日、スロットマシンの上りの回収をしていた仲間サミュエル・コーエンがシャピロ派に殺害された。

### ブラウンズヴィル制覇
1931年7月11日夜、長男アーヴィング・シャピロを自宅アパートの玄関先で9発の銃弾を浴びせて殺害した。言い伝えでは、シャピロ兄弟の当日の行動を知ったレルズが先回りしてシャピロの家の前で待ち伏せ、玄関の電球を緩めて暗くしていた。帰宅したアーヴィングが玄関前が暗いのを訝しんでいるところを射殺した。アーヴィングと途中で別れてトルコ風呂に行ったメイヤーは難を逃れた。
1931年7月19日、メイヤー・シャピロの車を街中で見つけ、アッバンダンド、ハリー・ストラウスと追いかけ、ショットガンとリボルバーで銃撃した。撃ち返されてガンバトルとなったが、メイヤーに振り切られた後、派手な銃声を聞いた近くのパトカーに追いかけられ、警察とも銃撃戦となった。
1931年9月3日、シャピロ派にアジトのビリヤード場を襲われ、計35発のガンファイトになった。一連の抗争に業を煮やした警察が両ギャング間の更なる流血沙汰を防ぐため、レルズ一味を武器隠匿などで強引に連行し、留置場に閉じ込めた。
1931年9月17日、メイヤー・シャピロがマンハッタンの路上で頭を撃ち抜かれた死体で発見された。レルズ、ゴールドスタイン、ストラウス、マイオーネが逮捕されたが、証拠なく放免された。メイヤーが殺された時点で勝負はついた。ブラウンズヴィルでレルズに逆らう者はいなくなり、縄張りを乗っ取った。1934年7月、逃げ隠れていた三男のウィリーを生き埋めにして殺した（後で遺体発見、肺から砂が確認された）。

## マーダー・インク
対シャピロ抗争のために結成されたレルズ一味は犯罪シンジケートの殺人組織に取り入れられ、レルズらはその中核グループを形成した。頭領ルイス・"レプケ"・バカルターと副頭領アルバート・アナスタシアの下、反逆者の粛清や密告者の口封じなどコミッションから依頼された多くの契約殺人を請け負った。その手口は巧妙で組織的だったため、犠牲者の多くが病死として処理されたという。

## 司法取引と転落死
1940年2月、麻薬取締法違反、住居侵入、暴行、強盗、殺人の容疑で逮捕された。組織の摘発により実績を上げたいブルックリン地方検事ウィリアム・オドワイヤーはレルズをシンジケート撲滅のキーマンに据えた。レルズは第一級殺人罪（死刑）を免れるため、ブルックリンだけで85件の殺人を証言し、ボスのバカルターやマーダーインク同僚の殺人について、次々に暴露した。それが原因でゴールドスタインやストラウス、マイオーネなど同僚の殺し屋の多くが後に死刑になった。
レルズは、アルバート・アナスタシアやベンジャミン・シーゲルの殺害関与についても供述を始めた。レルズは、アナスタシアがアーヴィング・フェインスタインの殺害の首謀者と名指し、組合のピーター・パント殺害もアナスタシアの命令によると暴露した。バカルターは既に拘留され、残された最後の大物アナスタシアの摘発を急ぐオドワイヤーは、連日のように新聞を使ってその黒い過去を俎上に上げた（アナスタシアは捜査を逃れ潜伏した）。レルズは、シーゲルやバカルターの裁判までコニーアイランドのハーフ・ムーン・ホテルに警察の24時間護衛付きで留置された。
1941年11月12日、レルズは警察に厳重にガードされたホテルの6階から転落死した。警察は15分間隔で部屋のレルズをチェックしていたが、隙を見て逃亡を企て、窓の外から5階に降りようとして足を踏み外したと結論付けた。転落した地点が建物から離れていたため、押されたか放り投げられた可能性も指摘され、レプケの仲間が警察を買収したのではないかという噂が流れた。オドワイヤー検事とコネクションがあったフランク・コステロがアナスタシアを死刑から救うために首謀したとも言われた。オドワイヤーは、警察時代からの20年来の旧友フランク・バルズ（Frank Bals）にレルズの護衛を受け持たせていたが、オドワイヤー本人は転落事件の当日、風邪で自宅にこもっていた。
レルズの遺体は、ニューヨーク・クイーンズ区グレンデールのマウント・カーメル墓地に埋葬された。偶然にも、どちらの「キッド・ツイスト」もコニーアイランドで死んだ。

## 転落死事件の余波
事件後、バルズの率いた護衛チームの5人は職務怠慢で追及され、配置換えになったり降格になった。オドワイヤーはアナスタシア告発のキーマンがいなくなったとして、アナスタシアの告訴手続を取り下げたが、レルズが同じく証言する予定だったバカルター、エマニュエル・ワイスらの裁判は、レルズの代わりにアルバート・タネンバウムらが証人に立てられ、予定通り進められた結果、同年11月30日、バカルターらに死刑判決が下った。

## エピソード
- 長い腕と野太い手をもち、背丈が低かったので子供のようにも見えたが、性格は凶暴極まりなかった[2]。
- ゴールドスタインとハリー・ストラウスの裁判中、自分が犯した11件の殺害を芸術的だと自慢した[23]。